# NGC 1259
NGC 1259 је лентикуларна галаксија у сазвежђу Персеј која се налази на NGC листи објеката дубоког неба.
Деклинација објекта је + 41° 23' 8" а ректасцензија 3h 17m 17,3s. Привидна величина (магнитуда) објекта NGC 1259 износи 14,7 а фотографска магнитуда 15,7. NGC 1259 је још познат и под ознакама MCG 7-7-46, PGC 12208.